# Marie-Charlott Schüler
Marie-Charlott Schüler (* 17. September 1958 in Marburg; † 8. Februar 2010 in Gauting), die anfangs auch als Marie Rando auftrat, war eine deutsche Schauspielerin.

## Leben und Karriere
Die gebürtige Hessin war vor allem für das Fernsehen tätig, wirkte oft in Krimiserien wie SOKO 5113, Ein Fall für Zwei, Die Rosenheim-Cops und Die Männer vom K3 mit. Rollen in Kinofilmen wie Männer (1985) oder Wann – wenn nicht jetzt (1987) bekam sie hingegen nur selten angeboten. Ihren ersten Auftritt hatte sie – noch unter dem Pseudonym Marie Rando – in dem 1981 ausgestrahlten Fernseh-Mehrteiler Der Fall Maurizius, der auf dem gleichnamigen Roman von Jakob Wassermann basierte.
Marie-Charlott Schüler, die Mitglied im Bundesverband der Film- und Fernsehschauspieler (BFFS) war, starb 2010 an den Folgen einer Krebserkrankung.

## Filmografie (Auswahl)
- 1981: Dabbel Trabbel
- 1985: Männer
- 1988: Der Schwammerlkönig (Fernsehserie)
- 1988: Die Männer vom K3 – Folge: Schützenfest (TV-Serie)
- 1989: Frei zum Abschuß
- 1991: Verkehrsgericht, Folge 27
- 1995: Alle lieben Willy Wuff
- 2006: Die Rosenheim-Cops – Diebstahl als Alibi